# Henry de Beauchamp, I duca di Warwick
Henry de Beauchamp (21 marzo 1425 – 11 giugno 1446) fu il quattordicesimo conte di Warwick e il primo duca di Warwick.

## Biografia
Figlio di Richard de Beauchamp, XIII conte di Warwick e di Isabel le Despencer nel 1434 sposò Cecille Neville, la figlia maggiore di Richard Neville, V conte di Salisbury e di Alice Montagu, contessa di Salisbury.
Divenne conte di Warwick alla morte del padre nel 1439. La sua amicizia fin dall'infanzia con il Re Enrico VI d'Inghilterra e i servizi militari resi da suo padre, gli guadagnarono il pieno favore del re ovvero la nomina a numerosi titoli.
Nel 1444 fu nominato primo conte del regno e il 14 aprile 1445 fu creato duca di Warwick, titolo preceduto per importanza solo dal duca di Norfolk . Questa precedenza venne contestato dal duca di Buckingham. Tuttavia possibili ribellioni vennero vanificate dalla morte di Henry, avvenuta nel 1446 senza prole maschile.
Alla sua morte, la contea fu ereditata da sua figlia di due anni, Anne che morì tre anni dopo.
Dopo qualche screzio ereditario, il titolo passò ad Anne de Beauchamp, sorella di Henry.